# Pataky Imre (festő)
Pataky Imre (Magyaróvár, 1850. november 29. – Kecskemét, 1910. március 31.) ipar- és kereskedelmi iskolai igazgató, festő és szobrász.

## Élete
Középiskoláit befejezvén, a bécsi képzőművészeti akadémián folytatta szaktanulmányait 1867-től 1870-ig; majd Münchenben tanult a képzőművészeti akadémia mesteriskolájában. 1871. október 16-tól Kecskeméten volt főgimnáziumi rajztanár és 1887-től egyszersmind az alsófokú ipar- és kereskedelmi iskola igazgatója. A társadalmi és az ipari élet terén kiváló s tevékeny férfiúnak ismerték, festői és szobrászati alkotásaival is kitűnt. Az ő munkája 1848–49-es forradalom és szabadságharcot megörökítő relief a kecskeméti nagytemplom falában, valamint ő tervezte a Pusztaszeri Hétvezér emlékoszlopot, melyet 1900. június 24-én ünnepélyesen lepleztek le.
Cikkei a Kecskemétben (1876. Szín és színharmonia a női ruházatban), az ipariskolai Értesítőben (1886. A rajz az ipariskolában), a Kecskeméti Lapokban (1891. A kecskeméti városház tervpályázatai), a Kecskemét és Vidékében (1899. Az ipar fejlődése a középkorban és a czéhrendszer).

## Munkái
- Építészettan elemei, ipariskolák számára. Kecskemét, 1888.
- Mértan. A polgári leányiskola I-IV. osztálya számára. A szöveg közé nyomott 110 ábrával és két színtáblával. Uo. 1888.
- Rajzoló geometria, polgári iskolák számára. Uo. 1890.
- Kecskemét iparvállalatainak és iparegyesületének története. (Kecskemét város monographiája 1897.).

Felolvasása a Katona József-körben (1893. A renaissance-stylus).